# Věž
Věž (deutsch Wiesch, älter Rothenthurm) ist eine Gemeinde in Tschechien. Sie liegt zehn Kilometer südwestlich des Stadtzentrums von Havlíčkův Brod und gehört zum Okres Havlíčkův Brod.

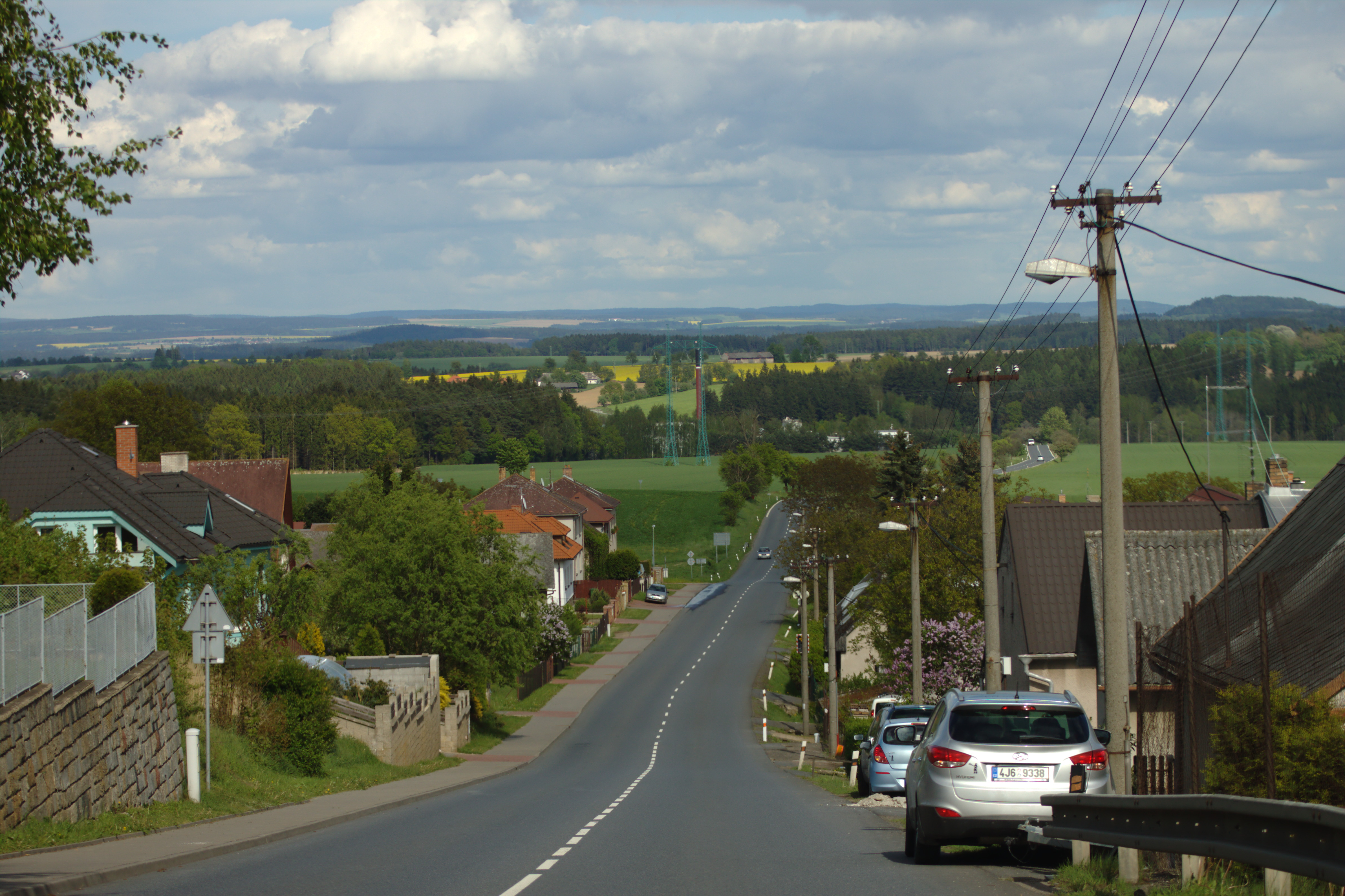
Staatsstraße in Věž

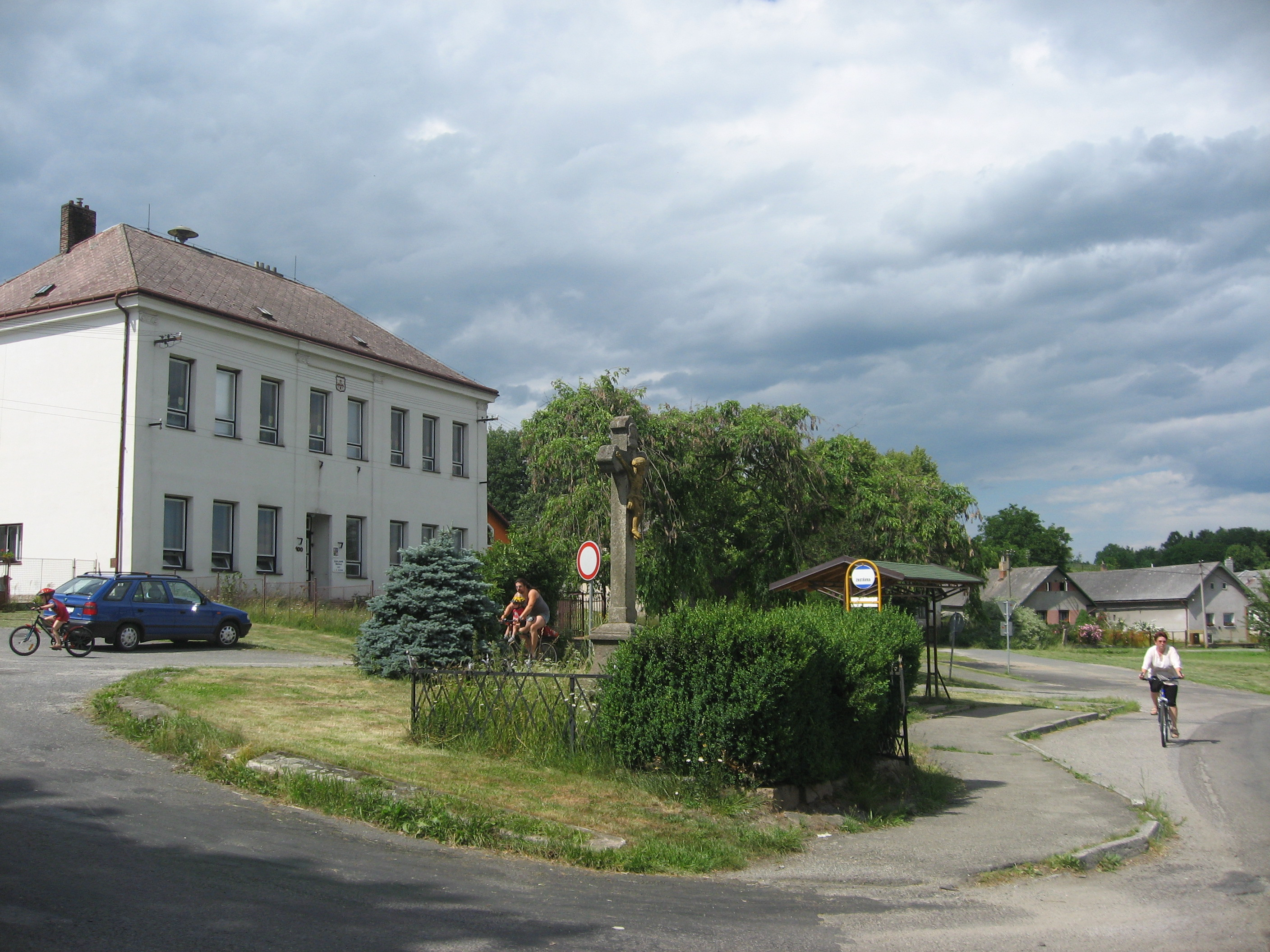
Dorfplatz

## Geographie
Věž befindet sich linksseitig über dem Tal des Baches Perlový potok (Skaler Bach) auf einer Anhöhe in der Křemešnická vrchovina (Křemešník-Bergland). Durch das Dorf führt die Staatsstraße I/34 zwischen Havlíčkův Brod und Humpolec. Nördlich erhebt sich der Lejchovec (588 m n.m.), im Süden der Na Kubínovsku (560 m n.m.), westlich der Orlík (Worlow, 678 m n.m.) sowie im Nordwesten der Poláček (644 m n.m.), der Kopec (655 m n.m.) und die Kalvárie (615 m n.m.). Gegen Süden liegt der Teich Valcha. An der östlichen Gemarkungsgrenze liegt das Gelände des ASAP Věž asanační podnik.
Nachbarorte sind Kojkovičky, Jedouchov und Čekánov im Norden, Hlavňov, Bezděkov und Kvasetice im Nordosten, Svitálka, Květinov und Jalovčí im Osten, Radňov, Ulrichův Mlýn und Koječín im Südosten, Spirov, Merunka, U Miksů, Herálec, Půlník und Boňkov im Süden, Skála im Südwesten, Leština im Westen sowie Kejžlice, Veselsko und Mozerov im Nordwesten.

## Geschichte
Die erste urkundliche Erwähnung von Věž erfolgte im Jahre 1404 als Besitz des Mikuláš von Lipnička. Spätestens ab 1414 gehörte das Gut den Herren von Leipa. Hynek von Leipa überließ das Gut dem Lev von Luká. Im Jahre 1533 verkaufte Heinrich von Leipa das Gut an Václav Onšovský von Onšov. Dessen Sohn Jan Onšovský verkaufte 1569 das zu dieser Zeit Rothen Thurm (Červená Věž) genannte Gut mit den Silberbergwerken und dem wüsten Dorf Weselsko an Barbara Gräfin Schlik, deren Mann Franz von Thurn und Valsassina schlug es seiner Herrschaft Lipnice zu. Nach dem Tode von Franz von Thurn († 1586) konnten sich dessen Söhne nicht wegen der Erbteilung einigen, so dass Kaiser Rudolf II. über die Aufteilung des Nachlasses entschied und die Herrschaft Lipnice Martin von Thurn zusprach. Dieser veräußerte die Güter Rothen Thurm und Petrkov 1588 an Burian III. Trčka von Lípa, der sie mit seiner Herrschaft Světlá verband. Nachdem Jan Rudolf Trčka von Lípa 1595 die Herrschaft Lipnice von Martin von Thurn erworben hatte, wurde Rothen Thurm wieder dieser Herrschaft zugeschlagen. Im Jahre 1633 wurden die Güter Květinov und Rothen Thurm mit dem Gut Okrouhlice verbunden. Nach der Ermordung von Adam Erdmann Trčka von Lípa konfiszierte Kaiser Ferdinand II. am 29. März 1634 dessen Güter und die seines Vaters Jan Rudolf Trčka von Lípa, deren Schätzwert zusammen bei 4.000.000 Gulden lag; das Konfiskationspatent wurde im Mai 1636 durch den Reichshofrat in Wien bestätigt.
Philipp Adam zu Solms-Lich, der 1637 das Gut Okrouhlice erworben hatte, musste die Güter Květinov und Rothen Thurm 1640 wegen hoher Schulden an den neuen Besitzer der Herrschaft Lipnice, Matthäus Vernier de Rougemont und Orchamp, verkaufen. Die Burg Lipnice war 1639 durch schwedische Truppen erobert worden, die sie bis zum Ende des Dreißigjährigen Krieges besetzten. In dieser Zeit war die Gegend den Raubzügen und Brandschatzungen der schwedischen Söldner ausgesetzt. In der Seelenliste von 1651 sind 92 Einwohner aufgeführt. Darunter waren nur drei Katholiken, die Mehrheit der Bewohner waren Protestanten A.B. Nach der böhmischen Steuerrolle berní rula von 1654 wirtschafteten in Rothenthurm fünf alteingesessene und ein neu ansässiger Bauer; ein weiterer Bauernhof sowie der Müllerhof mit einrädiger Mühle und Brettsäge waren verkommen. In dem Dorf arbeiteten zwei Schuhmacher und ein Metzger. Gänzlich wüst und niedergebrannt waren fünf Bauernhöfe.
Matthäus von Vernier vererbte die Herrschaft Lipnice seinen drei Söhnen. Franz Leopold von Vernier kaufte 1669 die Anteile seiner jüngeren Brüder aus und wurde damit alleiniger Eigentümer der Herrschaft. In seinem Testament vom 2. September 1688 vererbte Vernier die hoch verschuldete Herrschaft seinen Kindern aus zweiter Ehe. Da den Erben die Mittel zu einer Entschuldung der Herrschaft fehlten, verkauften sie sie am 3. Juni 1692 ihrem Onkel Johann Bartholomäus von Vernier und dessen Frau Maria Rosalia geborene von Kainpach. Johann Bartholomäus von Vernier ließ zum Ende des 17. Jahrhunderts die Feste zum Renaissanceschloss Rothenthurm umbauen. Im Oktober 1703 trennten die Eheleute von Vernier das Gut Červená Wež mit dem Schloss, der Brauerei, der Schmiede, der Mühle, der Fleischbank, den Silberbergwerken und dem Hof Veselsko von der Herrschaft Lipnice ab und verkauften es an Franz Anton von Gastheim, der es im Juli 1709 an Michael Achatius von Kirchner veräußerte. Danach wechselten die Besitzer des vereinigten Gutes Věž und Květinov in rascher Folge. Im Oktober 1713 erwarb Franz Karl Reichsgraf von Pötting das Gut; 1718 verkaufte er es an Johann Friedrich von Seilern und Aspang. Ab Dezember 1722 gehörte das Gut Karl Joachim Reichsgraf von Breda und ab 1725 dem Kommerzienrat Franz Josef Moser aus der Prager Altstadt. Die beiden im unteren Teil des Schlossgartens bzw. auf dem Feld dahinter gelegenen Silbergruben behielt von Breda jedoch zunächst für sich und veräußerte sie wenig später für 800 Rheinischer Gulden an den Kuttenberger Handelsmann Karl Wilhelm Heip. Dieser veräußerte die wenig ertragreichen Silberbergwerke nach nur einem Jahr zum Erwerbspreis an den Grundherren Moser. Um 1730 ließ Moser die Schlosskapelle anbauen. Durch die hohen Kosten für den Betrieb der Silbergruben überschuldete sich Moser. Der unrentable Bergwerksbetrieb wurde schließlich eingestellt und die beiden Schächte später teilweise zugeschüttet. 1733 erwarb Wenzel Ignatz Graf Deym von Střítež das Gut Věž und Květinov aus der Zwangsversteigerung. 1744 tauschte er das Gut bei Theresia Eleonore Freiin Tunkl, geborene von Říčan gegen das Gut Jankov ein. Sie vererbte ihren gesamten Besitz 1750 an Johann Franz von Degen. Nachfolgender Besitzer war ab 1774 sein Neffe Franz Anton von Degen, der das Gut Věž und Květinov am 26. Juli 1787 an den Groß Meseritscher Stadtkaufmann Wenzel Segenschmid veräußerte. Im Juni 1789 erbten Maria Anna geborene Segenschmid und ihr Mann Bernard Krzivanek das Gut. Im Jahre 1791 wurde das Gut Květinov abgetrennt und an Aloys Ludwig Freiherr Sarrasin verkauft. Ab 1809 war Maria Anna Krzivanková alleinige Besitzerin des Gutes Věž mit dem Hof Veselsko. Im Jahre 1833 erfolgte der Bau der Kaiserstraße Polička–Písek. Zu dieser Zeit lebten 520 Personen in den 76 Häusern von Věž. Auf Kosten des Gutes Věž wurde ein Gemeindespeicher für die Dörfer Věž und Lhoty Hurtovy errichtet. Am 20. Juli 1836 verkaufte Krzivanková das Gut ihrem Sohn, dem Kuttenberger Bürger Eduard Krzivanek.
Das im Caslauer Kreis gelegene Gut Wiež umfasste 1840 eine Nutzfläche von 1512 Joch 1104 Quadratklafter. Die zum Gut gehörigen Wälder mit einer Fläche von 96 Joch 81 Quadratklafter waren unbedeutend. Die Gutsherrschaft bewirtschaftete zwei Meierhöfe mit Schäferei in Wiež und Weselsko. Auf dem Gebiet lebten in den Dörfern Wiež, Moserow und Lhota insgesamt 993 tschechischsprachige Personen, darunter zehn jüdische Familien. Die Haupterwerbsquelle bildete die Landwirtschaft. Einzige Fabrik war die Likörfabrikation Moyses Pick mit einfacher Fabrikbefugnis. Das Dorf Wiež, auch Wěž bzw. Wiesch geschrieben, lag an der Teutschbroder Straße und bestand aus 80 Häusern, in denen 668 Personen, darunter acht jüdische Familien lebten. Im Ort gab es ein obrigkeitliches Schloss mit einer öffentlichen Kapelle des hl. Johannes von Nepomuk und der Kanzlei des Amtsverwalters, einen dominikalen Meierhof mit Schäferei, ein dominikales Bräuhaus, zwei Branntweinbrennereien, ein Wirtshaus sowie eine Mühle mit Brettsäge. Abseits lag die aus sieben Häusern, darunter einer Mühle, bestehende Einschicht Saliterna. Pfarrort war Skala. In der Schlosskapelle wurden jeden vierten Sonntag Gottesdienste gehalten. Bis zur Mitte des 19. Jahrhunderts war Wiež das Amtsdorf der gleichnamigen Gutsherrschaft.
Nach der Aufhebung der Patrimonialherrschaften bildete Věž ab 1849 mit dem Ortsteil Mozerov eine Gemeinde im Gerichtsbezirk Deutschbrod. 1859 zerstörte ein Großfeuer sechs Häuser und beschädigte weitere stark. Nach der Schlacht bei Königgrätz zog am 9. Juli 1866 die preußische Armee durch das Dorf in Richtung Wien, nach dem Vorfrieden von Nikolsburg kamen die Preußen am 14. August auf ihrem Rückmarsch wieder nach Věž. Beide Male wurden Lebensmittelvorräte, Tabak und Pferde beschlagnahmt; an der eingeschleppten Cholera verstarben 49 Einwohner. Im selben Jahre wurde eine Poststation eingerichtet. Ab 1868 gehörte die Gemeinde zum Bezirk Deutschbrod. 1869 hatte Věž 703 Einwohner und bestand aus 105 Häusern. Der Gutsbesitzer Eduard Krzivanek  wurde im gleichen Jahre mit seiner Familie in den Adelsstand erhoben. Nach dem Tode seiner Eltern erbte 1879 Eduard Edler von Krziwanek jun. das Gut. Zu dieser Zeit bestand in Věž eine starke jüdische Gemeinde. Die Häuser Nr. 8, 9, 22, 32, 36, 57, 61, 62, 66 und 72 wurden von Juden bewohnt, weitere wohnten anderweitig zur Miete. Die Mehrheit der Geschäfte hatte jüdische Inhaber. Im Haus Nr. 72 befand sich die jüdische Schule, deren Lehrer von der jüdischen Gemeinde allein getragen wurde. Die Juden hielten ihre Gottesdienste zunächst im Haus von Band, danach bei Meisl ab.
Am 22. Mai 1881 brach im Stall des Schlosses ein Feuer aus, das auch die Schlosskapelle und einen Teil des Schlosses zerstörte. Eduard Edler von Krziwanek verkaufte das Gut Věž 1881 für 140.000 Gulden an den Prager Anwalt Anton Waldert. Dieser setzte einen Verwalter ein; im Gegensatz zum Vorbesitzer, der das Schloss bewohnt hatte, verbrachte Waldert lediglich eine Nacht in Věž. In dieser Zeit ließ der Gutsverwalter Hladík den Dorfplatz und den Teichdamm mit Bäumen bepflanzen sowie die künstliche Insel im Mühlteich anlegen. Antonín Waldert verkaufte das Gut 1883 für 154.000 Gulden an seinen Berufskollegen Gustav Jahn, der es auf 15 Jahre verpachtete. Nachdem sich die Gemeinde bereits seit 1873 um die Einrichtung einer eigenen Schule bemüht hatte und dies zunächst am Widerstand der Gemeinde Skála gescheitert war, wurde 1884 der Schulbau schließlich genehmigt. Die 1888 fertiggestellte Schule entstand mitten auf dem Dorfplatz und trennte diesen in einen oberen und unteren Teil.  Als in den Jahren 1885–1886 die Trasse für die Lokalbahn Deutschbrod-Humpoletz über Květinov und Věž abgesteckt wurde, wobei vor dem Schloss Věž ein Bahnhof entstehen sollte, weigerte sich Jahn, der Eisenbahngesellschaft die erforderlichen Grundstücke zu verkaufen. Auch eine alternative Trassierung zum Steinbruch sowie auf dem Damm über das Tal bei den Schbieherdfeldern scheiterte an Jahns fehlender Verkaufsbereitschaft. Da die weiteren Verhandlungen keine Erfolgsaussichten brachten, wurde die Strecke unter Umgebung des Gutes Věž über Herálec neu trassiert. Den Meierhof Veselsko mit den zugehörigen Gründen verkaufte Jahn 1890 an die Straka-Stiftung. Die Freiwillige Feuerwehr wurde 1894 gegründet. Nach der kurzfristigen Kündigung durch den Pächter Adler veräußerte Jahn das Gut 1898 für 120.000 Gulden an die Eheleute Jan und Matylda Dvořák, Bankangestellte aus Dolní Dobrouč. Der Spar- und Darlehnsverein für Věž und Umgebung entstand 1900. Im Jahre 1900 lebten in Věž 590 Menschen, 1910 waren es 569. Die Juden wanderten zu dieser Zeit in die Städte ab, im Jahre 1900 hatte Věž noch 12 jüdische Einwohner. Der alte Fahrweg nach Jedouchov wurde 1902 zur Bezirksstraße ausgebaut. Die 300-jährige Linde im Ortszentrum, an der auch die Dorfglocke angebracht war, wurde am 6. August 1906 durch einen Orkan umgerissen.
Zu Beginn des 20. Jahrhunderts war das Gut so überschuldet, dass 1906 das Konkursverfahren über das Vermögen der Eheleute Dvořák eröffnet wurde. In dieser Zeit wurden das Schloss und der Meierhof ausgeplündert, der Gutswald und Teile des Schlossparks abgeholzt. Das Schloss und Gut Věž übernahm die Darlehnskasse Choceň für 93.000 Gulden und verkaufte es am 20. November 1907 für 96.000 Gulden an den Gutsbesitzer von Košetice und Kaliště, Robert Ritter von Stangler, der umgehend mit der Instandsetzung des Schlosses begann. Stangler war mit Dispens des Papstes Pius X. mit seiner Cousine Marie geborene Schmidt verheiratet, deren Familie das benachbarte Gut Kvasetice-Květinov gehörte. Ab 1920 wurde das Dorf mit Strom aus dem Privatkraftwerk von Robert Stangler versorgt. Ab 1926 erfolgte durch den Bau neuer Häuser eine Ortserweiterung. 1930 hatte Věž 552 Einwohner und bestand aus 90 Häusern. 1936 wurde eine Volkswirtschaftsschule eröffnet.
Zwei Jahre später erfolgte der Anschluss an das Elektrizitätsnetz. Während der deutschen Besetzung wurde die Gemeinde 1940 dem Bezirk Gumpolds zugeordnet, nach dem Ende des Zweiten Weltkrieges kam sie zum Okres Havlíčkův Brod zurück. Am 15. März 1945 erhielt die Gemeinde die Zuweisung von 79 deutschen Aussiedlern. In der zweiten Aprilhälfte 1945 wurde in Věž ein deutsches Infanteriebataillon stationiert. Die Wehrmacht floh am 9. Mai aus Věž, wenig später besetzten die Rote Armee und die 19. Rumänische Division das Dorf. Nach dem Ende des Zweiten Weltkrieges zogen zehn Familien aus Věž fort, um in Jihlava, Znojmo und dem nordböhmischen Grenzgebiet zugewiesene Gehöfte vertriebener Deutscher zu übernehmen. Der Gemeinde wurden 18 deutsche Gefangene zur Zwangsarbeit auf dem Gut und bei Bauern sowie – bis zur Abschiebung – drei deutsche Bauernfamilien zugeteilt. Nach dem Februarumsturz von 1948 wurde das Gut unter staatliche Verwaltung gestellt und an das Staatsgut Květinov angeschlossen; der Hof Věž wurde in Gärten parzelliert, die teilweise Kleinbauern zugeteilt wurden. Die Gutsbrennerei wurde stillgelegt. 1957 erfolgte die Gründung einer JZD. Im Jahr darauf wurde im Schloss ein Altersheim eröffnet. Der Saal des Wirtshauses „U Pavlíčků“ wurde zu einem Kino umgebaut. 1967 erhielt die Gemeinde eine Wasserversorgung. 1971 erfolgte die Eingemeindung von Jedouchov; 1985 kamen noch Leština und Skála hinzu. Unterhalb des Dorfes wurde 1976 an der Staatsstraße das Veterinär- und Hygieneinstitut Věž (Veterinární a asanační ústav) errichtet. 1989 begann der Bau eines neuen Mehrzweckgebäudes für den örtlichen Nationalausschuss, das im Oktober 1992 fertiggestellt wurde; neben dem Gemeindeamt sind darin die Post, eine Arztpraxis, die Bücherei, das Archiv und ein Konferenzraum untergebracht. Beim Zensus von 2001 lebten in den 259 Häusern der Gemeinde 746 Personen, davon 45 in Jedouchov (26 Häuser), 70 in Leština (42 Häuser), 3 in Mozerov (7 Häuser), 89 in Skála (44 Häuser) und 539 in Věž (140 Häuser). Seit 2018 führt die Gemeinde ein Wappen und Banner.
Größte Unternehmen sind die Kafillerei ASAP Věž asanační podnik (90 Beschäftigte), Die Agrargenossenschaft (50 Beschäftigte) und das Altenheim (35 Beschäftigte).

## Gemeindegliederung
Die Gemeinde Věž besteht aus den Ortsteilen Jedouchov (Jedouchow), Leština (Leschtina), Mozerov  (Moserow), Skála (Skala) und Věž (Wiesch). Zu Věž gehören zudem die Einschichten Spirov und Veselsko (Weselsko). Grundsiedlungseinheiten sind Jedouchov, Leština, Skála und Věž.
Das Gemeindegebiet gliedert sich in die Katastralbezirke Jedouchov, Leština u Herálce, Skála u Havlíčkova Brodu und Věž.

## Sehenswürdigkeiten

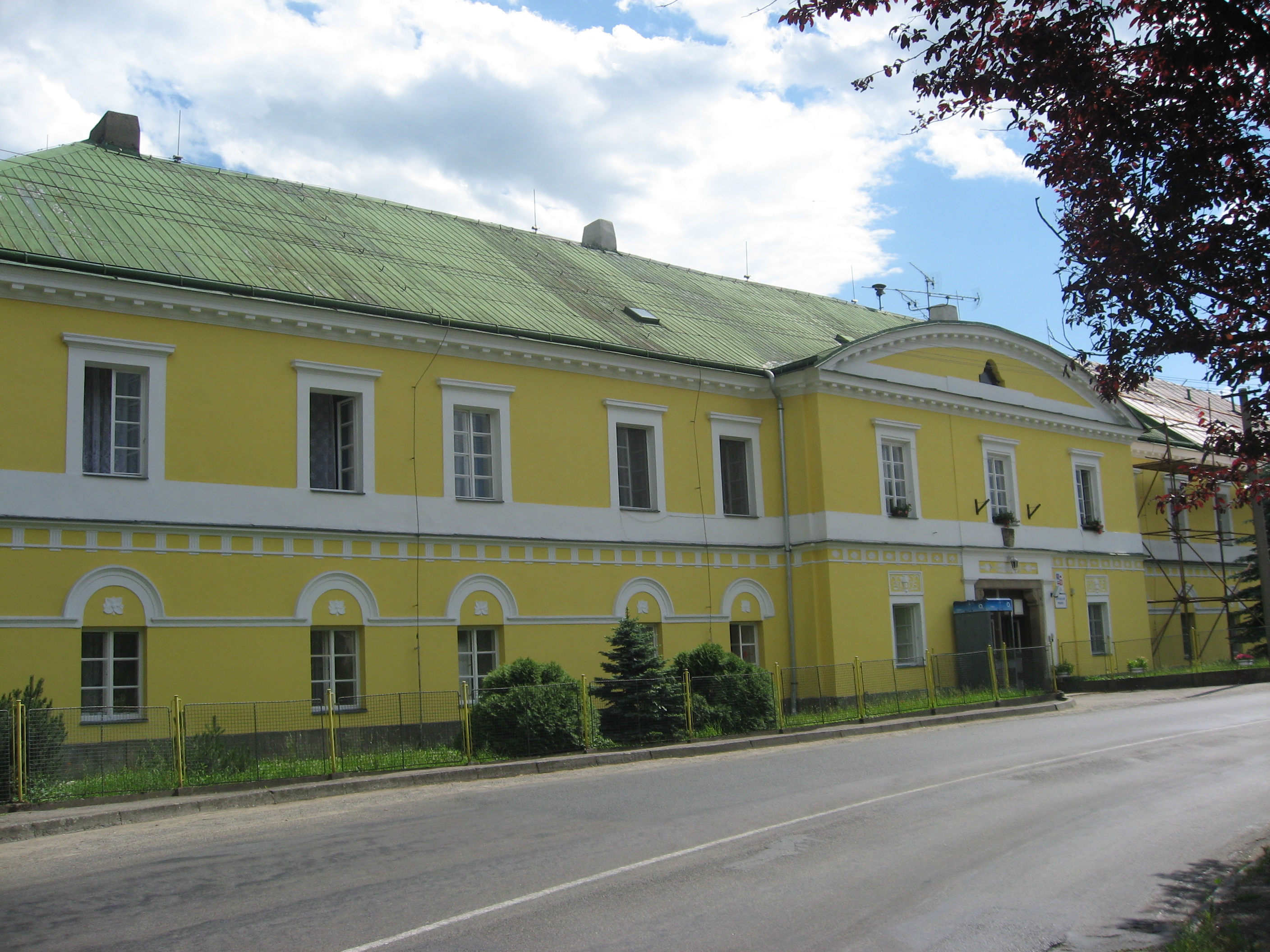
Schloss Věž

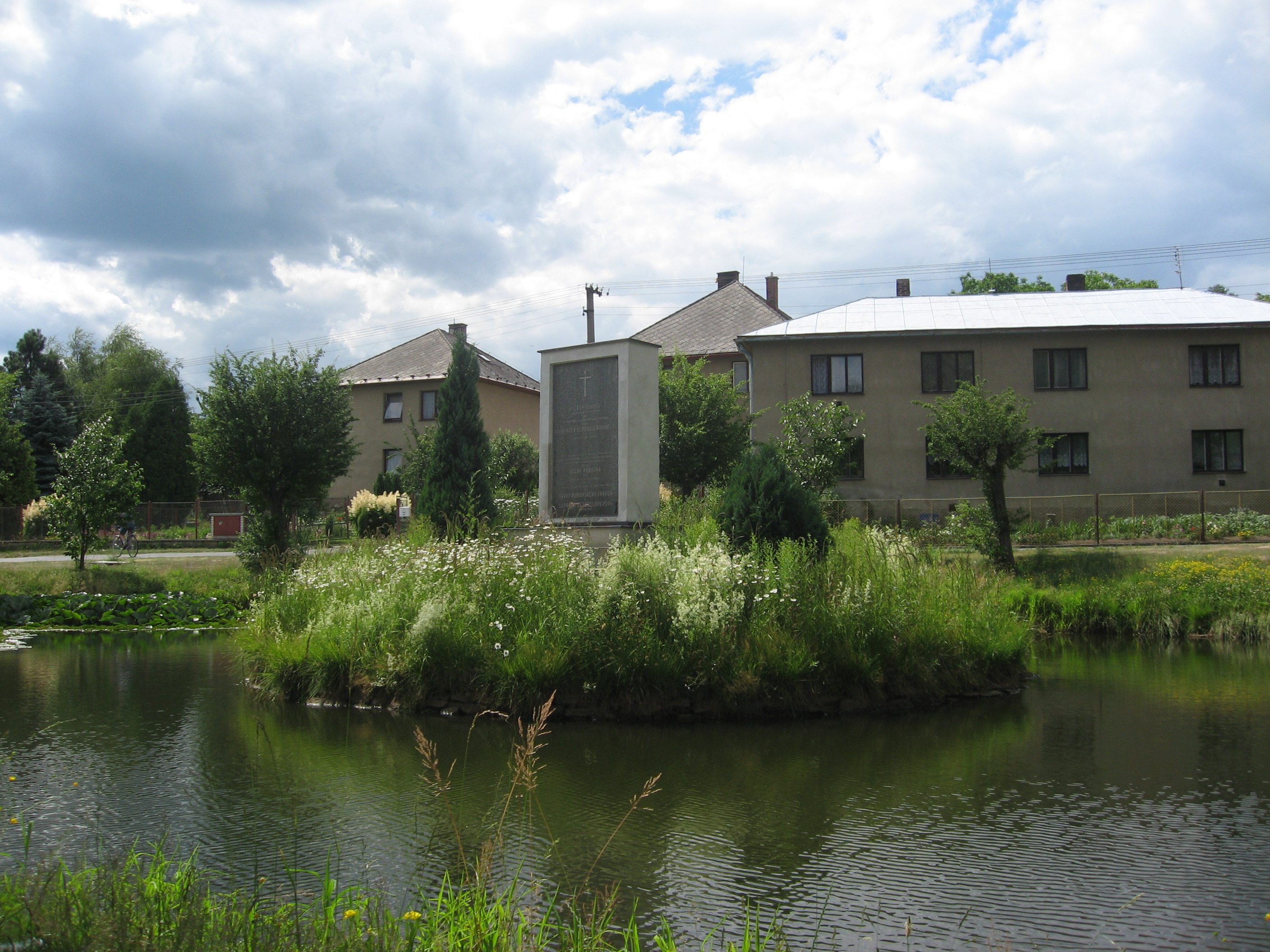
Rumänisches Denkmal im Mühlteich

- Schloss Věž, errichtet zum Ende des 17. Jahrhunderts anstelle der mittelalterlichen Feste als Renaissancebau für Johann Bartholomäus von Vernier. Franz Josef Moser ließ 1728–1730 den Nordflügel und die barocke Schlosskapelle anbauen. Unter Marie Karoline Deym von Střítež begann 1740 die Umgestaltung der Gartenfassade. Zum Ende des 18. Jahrhunderts ließ Maria Krzivanková das Schloss klassizistisch umbauen. Nach dem Brand von 1881 erfolgte der schrittweise Wiederaufbau. 1948 wurde das Schloss aus dem Besitz von Marie Stangler konfisziert. Seit 1958 dient es als Altenheim. Im Speisesaal befinden sich Ornamentalmalereien der Neurenaissance mit Bildern von vier böhmischen Burgen. Umgeben ist das Schloss von einem ausgedehnten Park mit Gewächshaus und Speicher.
- Schlosskapelle des hl. Johannes von Nepomuk, errichtet unter Franz Josef Moser, die Weihe erfolgte am 4. Oktober 1730. Sie diente auch als Grablege der Gutsbesitzer. Die 1881 abgebrannte Kapelle wurde 1908 durch Robert Stangler wiederaufgebaut. Die Ausstattung stammt aus dieser Zeit, drei Gemälde aus dem 18. Jahrhundert blieben erhalten.
- Kapelle Christkönig, hinter dem Schlossgarten am Weg nach Spirov. Die neugotische Kapelle entstand 1930 nach Plänen von Vejse und Deyl aus Hořice als neue Begräbnisstätte der Gutsbesitzer. In ihr ruhen u. a. Robert Stangler († 1947) und seine Frau Marie († 1955).
- Gedenkstein für die Gefallenen des Ersten Weltkrieges, vor der Schule, enthüllt 1936.
- Steinernes Kreuz auf dem Dorfplatz, geschaffen am Anfang des 19. Jahrhunderts.
- Gedenkstein für alle zum Ende des Zweiten Weltkrieges auf dem Gebiet der Tschechoslowakei gefallenen rumänischen Soldaten, auf der Insel im Mühlteich, enthüllt am Tage des Abzugs der 19. Rumänischen Division, dem 12. Juni 1945, durch General Alexin. Die Inschrift ist in tschechischer und rumänischer Sprache gehalten.